# Daspletosaurus torosus
Daspletosaurus torosus (gr. "reptil pavoroso musculoso") es una  especie del género Daspletosaurus de dinosaurio terópodo tiranosáurido, que vivieron a finales del período Cretácico, hace aproximadamente entre 77 y 74 millones de años, en el Campaniense, en lo que hoy es Norteamérica. 
El espécimen tipo de Daspletosaurus torosus, CMN 8506 es un esqueleto parcial que incluye el cráneo, el hombro, un brazo, pelvis, un fémur y toda las vértebras del cuello, torso y cadera, así como las primeras once vértebras de la cola. El holotipo fue encontrado en Alberta, Canadá por Charles Mortram Sternberg, en 1921 y descrito bajo el nombre de Gorgosaurus. No fue hasta 1970 que Dale Russell realizó una descripción completa, creando al género Daspletosaurus, del griego; δασπλητo, daspleto, "espantoso" y σαυρος, sauros, "lagarto". Designando a la especie tipo como D. torosus, del latín para "musculoso". Se conocen unos 6 especímenes en total y aparte del tipo, sólo se encontró bien preservado un esqueleto, RTMP 2001.36.1, encontrado en 2001. Los dos mejores especímenes fueron recobrados de la Formación Oldman parte del Grupo Río Judith de Alberta. Un espécimen de la más joven Formación Cañón Herradura en Alberta se lo ha reasignado a Albertosaurus sarcophagus. La Formación Oldman fue depositada durante mediados del Campaniense del Cretácico superior, aproximadamente entre 77 a 76 millones de años atrás.  
Junto con el holotipo, Russell señaló un espécimen recogido por Barnum Brown en 1913 como paratipo de D. torosus. Este espécimen, AMNH 5438, consiste en las partes de la pata trasera, pelvis y de algo de vértebras asociadas. Fue descubierto en la parte superior de la Formación Oldman en Alberta. Esta sección superior desde entonces se ha renombrado como Formación Dinosaur Park, que se data durante el Campaniano medio, entre 76.5 a 74 millones de años. Los fósiles de Daspletosaurus son conocidos específicamente de la sección media a superior de esa formación, hace entre 75.6 a 75.0 millones de años.